# ドン・カルロス親王の肖像
『ドン・カルロス親王の肖像』（ドン・カルロスしんのうのしょうぞう、西: Retrato del infante Don Carlos、英: Portrait of the Infante Don Carlos）は、 スペインのバロック絵画の巨匠ディエゴ・ベラスケスが1626-1627年にキャンバス上に油彩で制作した絵画である。フェリペ4世の弟であるカルロス・デ・アウストリア (1607-1632年) を描いた肖像画で、画家がマドリード滞在期に描いた最初の作品のうちの1つである。現在、マドリードのプラド美術館に所蔵されている。

## 作品
1623年に国王付き画家に任命された後のベラスケスの主要な課題は、王とその一族の肖像を描くことであった。彼は半身像と全身像の2種類の肖像画を制作したが、後者では立っている人物が画面前景に表現される。全身像では、黒色と灰色系の限定された色数しか用いられていないが、洗練された空間描写がなされている。空間の座標となるものはほとんど欠如しており、人物像そのものがその量感と投げかける影によって空間の感覚を生み出す。ベラスケスは国王付き画家に任命されて以降、この形式を創造したが、その後数年間でそれを完成させた。本作は、その傑出した作例である。以前の全身像に描かれていたサイド・テーブルもここには見られない。
ドン・カルロス親王はフェリペ4世に容貌が似ているため、本作は長年、フェリペ4世の肖像画であると考えられていた。彼は自ら詩と絵画を嗜んだが、本作はその優雅な人格を伝えている。彼はゆったりとした優雅なポーズで立っており、1620年代に流行した豪華な金の鎖を胸に掛け、黒い衣装を纏っている。彼は左手で帽子を持ち、右手で片方の手袋をつまんでいるが、これこそは宮廷の礼儀作法である。
この絵画はセビーリャ時代の暗鬱な色調を留めつつも、以前の作品に比べてはるかに生き生きとした流麗な筆致で衣装の装飾、右手と手袋、床に落ちている影を描いている。驚くべきは、ベラスケスが色彩および質感の豊かさと豪華さを同時に提示する図像を生み出していることである。彼は光とハイライトを工夫しており、人物像に量感を与えるために輝く部分と光の部分を画面上に散りばめている。それは、親王の身に着けている鎖、金羊毛騎士団の紋章、衣服のカラー、カフス、灰色の網紐に明らかである。